# Międzynarodowy Festiwal Folkloru Ziem Górskich
Międzynarodowy Festiwal Folkloru Ziem Górskich – międzynarodowa impreza folklorystyczna o długiej tradycji, odbywająca się corocznie od ponad pół wieku (54. festiwal odbył się w 2023 roku) w drugiej połowie sierpnia w Zakopanem. Głównymi nagrodami są złote, srebrne i brązowe ciupagi przyznawane w trzech kategoriach: taniec tradycyjny, taniec stylizowany i taniec opracowany artystycznie. Celem imprezy jest popularyzacja folkloru.

## Historia
Początki festiwalu sięgają okresu II Rzeczypospolitej. Pierwsze święto o tym charakterze odbyło się w 1935 w Zakopanem pod tytułem Święto Gór. W 1937 roku zmieniono nazwę na Tydzień Gór, który zorganizowano w Wiśle. Po zakończeniu II wojny światowej postanowiono, w ramach przedłużenia sezonu turystycznego, wprowadzić imprezę Jesień Tatrzańska. W 1968 odbył się pierwszy międzynarodowy festiwal.